# شهرستان لوئیسا (ویرجینیا)
شهرستان لوئیسا، ویرجینیا (به انگلیسی: Louisa County, Virginia) یک سکونتگاه مسکونی در ایالات متحده آمریکا است که در ویرجینیا واقع شده‌است.

## خصوصیات
شهرستان لوئیسا ۱٬۳۲۳٫۴۹ کیلومترمربع مساحت دارد.